# Bedford (Texas)
Bedford és una població dels Estats Units a l'estat de Texas. Segons el cens del 2006 tenia 48.752 habitants.

## Demografia
Segons el cens del 2000, Bedford tenia 47.152 habitants, 20.251 habitatges, i 12.515 famílies. La densitat de població era de 1.820,5 habitants/km².
Dels 20.251 habitatges en un 29% hi vivien nens de menys de 18 anys, en un 49,8% hi vivien parelles casades, en un 8,8% dones solteres, i en un 38,2% no eren unitats familiars. En el 31,6% dels habitatges hi vivien persones soles el 5,5% de les quals corresponia a persones de 65 anys o més que vivien soles. El nombre mitjà de persones vivint en cada habitatge era de 2,3 i el nombre mitjà de persones que vivien en cada família era de 2,93.
Per edats la població es repartia de la següent manera: un 22,5% tenia menys de 18 anys, un 9,7% entre 18 i 24, un 32,9% entre 25 i 44, un 26,1% de 45 a 60 i un 8,7% 65 anys o més.
L'edat mediana era de 36 anys. Per cada 100 dones de 18 o més anys hi havia 91,1 homes.
La renda mediana per habitatge era de 54.436$ i la renda mediana per família de 71.017$. Els homes tenien una renda mediana de 45.938$ mentre que les dones 33.012$. La renda per capita de la població era de 29.466$. Aproximadament el 2,4% de les famílies i el 3,7% de la població estaven per davall del llindar de pobresa.

## Poblacions més properes
El següent diagrama mostra les poblacions més properes.